# Orlaya
Genre
Synonymes
- Ageomoron Raf.[2]
- Muitis Raf.[2],[3]
- Nigera Bubani[3]

Orlaya est un genre de plantes à fleurs annuelles de la famille des Apiaceae. Caractérisées par leurs ombelles aux pétales périphériques très longs, ses trois espèces sont originaires du bassin méditerranéen.

## Description
Ce sont des plantes annuelles à feuilles découpées avec des fleurs blanches en ombelles. Leurs involucres et involucelles sont ben développés quand leurs ombelles présentent des fleurs périphériques aux pétales particulièrement grand et rayonnants. Les fruits sont des akènes couverts d'aiguillons non crochus,.
Les trois espèces sont très proches les unes des autres et difficiles à distinguer. Le fruit est un caractère déterminant dans leur identification.
Le genre Orlaya se différencie des Caucalis par l'absence d'involucre, des fruits aux aiguillons crochus et fortement dilatés à leur base,.
Orlaya grandiflora, l'Orlaya à grandes fleurs, espèce type du genre, est une espèce souvent cultivée comme plante ornementale. Elle a remporté l'Award of Garden Merit de la Royal Horticultural Society,.

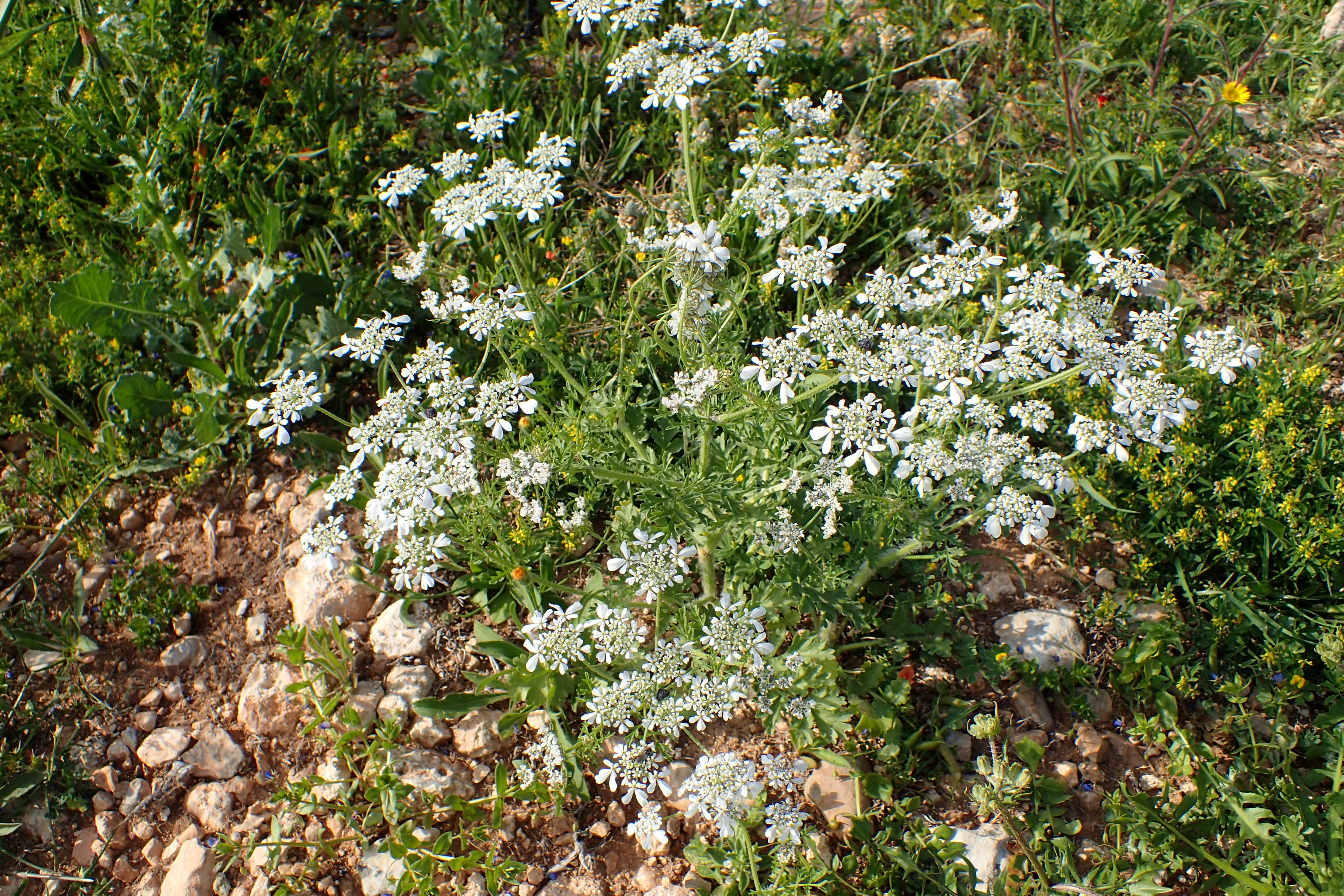
Orlaya daucoides.
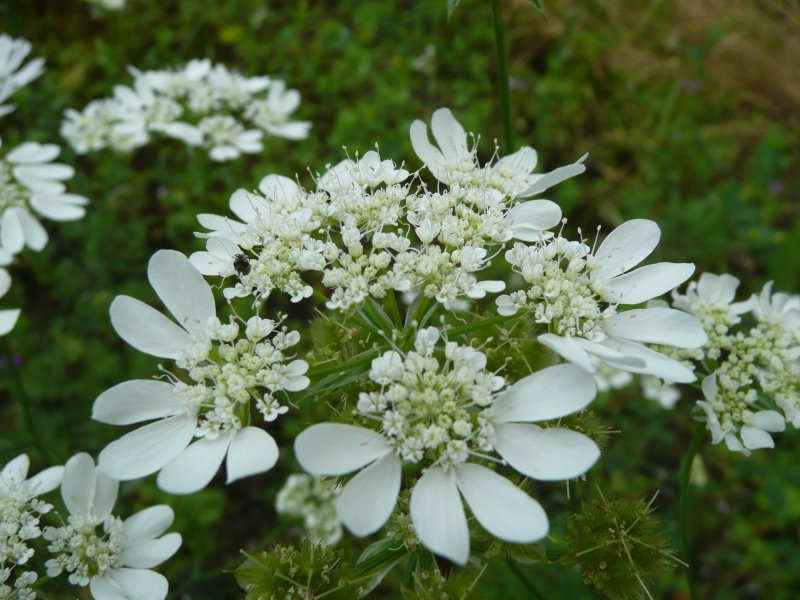
Orlaya grandiflora.

## Étymologie
Le genre Orlaya est dédié à Johann Orlay, médecin et botaniste russo-hongrois en 1814,. Le mot « Orlaya » est masculin.

## Distribution
Il s'agit d'un genre issu du bassin méditerranéen. Deux espèces sont présentes en France : O. daucoides et O. grandiflora,.

## Liste des espèces

### Noms corrects
Selon Tropicos, Catalogue of Life et POWO :
- Orlaya daucoides (L.) Greuter nommée Orlaya platycarpos W.D.J. Koch dans les flores françaises[1],[5] (attention aux confusions avec le taxon également correct Caucalis platycarpos L. 1753), répartie sur l'ensemble de la région méditerranéenne ;
- Orlaya daucorlaya Murb., endémique du sud-est de l'Europe ;
- Orlaya grandiflora (L.) Hoffm., répartie sur le Sud, le Centre et l'Ouest de l'Europe.

### Noms incorrects
Les noms suivants sont incorrects, c'est-à-dire que ce sont des synonymes des noms des trois espèces du genre, ou bien de déplacées dans les genres Daucus, Caucalis et Astrodaucus.
- Orlaya anisopoda Boiss.
- Orlaya bubania Philippe
- Orlaya cretica Nyman
- Orlaya intermedia Boiss.
- Orlaya kochii Heywood
- Orlaya maritima (L.) W.D.J.Koch
- Orlaya media Calest.
- Orlaya platycarpos (L.) W.D.J.Koch
- Orlaya pumila (L.) Halácsy
- Orlaya topaliana Beauverd
- Orlaya vilnensis Proszynski